# Pedro Ferriz de Con
Pedro Ferriz de Con (Ciudad de México, 12 de diciembre de 1950) es un periodista, conferencista y empresario mexicano. Fue el titular del noticiero matutino de Grupo Imagen, al cual renunció el 25 de agosto de 2014 por motivos personales, para dedicarse, según declaró, a la política. Hasta julio de 2012 conducía el noticiero nocturno de Cadenatres, fecha en la que decide renunciar. En septiembre de 2017 formalizó su candidatura independiente para la presidencia de México.

## Trayectoria
Hijo del periodista y locutor Pedro Ferriz Santa Cruz y Guillermina de Con. Ferriz de Con estudió Ingeniería Civil en la Universidad Iberoamericana y cursó la maestría en matemáticas aplicadas en el Fleming College de Lugano, Suiza.[cita requerida] Ha dedicado la mayor parte de su vida profesional al medio periodístico, principalmente en la radio.
Durante el terremoto de México de 1985, permaneció sepultado bajo los escombros que minutos antes formaban el edificio de la estación de radio en la cual conducía el noticiero matutino. Fue rescatado horas después y permaneció varios meses en recuperación.[cita requerida]
Ha colaborado en medios como Canal 11, Imevisión (actualmente TV Azteca) y MVS Radio, donde por años formó equipo con los periodistas Carmen Aristegui y Javier Solórzano en el noticiero "Para Empezar" y llegó a ser Vicepresidente Corporativo. Recientemente[¿cuándo?] fue el titular de la emisión matutina del noticiero radiofónico Imagen Informativa y del noticiero nocturno de Cadena Tres en televisión, y es editorialista en el periódico Excélsior además de ser socio accionista de dos de estas tres empresas de comunicación.
Ha dictado más de 3200 conferencias en esta faceta de su carrera, y como periodista ha entrevistado a personalidades como Juan Pablo II, Bill Clinton, la Madre Teresa, Mitterrand y Jacques Chirac.[cita requerida]
Es uno de los conductores del Teletón México desde su origen en 1997, evento en el cual se recaudan fondos a través de una transmisión de televisión y radio de más de 24 horas, para ayudar a la creación de centros de rehabilitación infantil (Centro de Rehabilitación Infantil - CRIT) para niños con capacidades diferentes.
En enero de 2015 lanza su noticiario por Internet FerrizLiveTV. En enero de 2016 termina el ciclo de periodista e inicia un nuevo giro que tiene que ver con el ámbito social. En noviembre de 2018 es titular de Central FM Equilibrio donde transmiten en 105 ciudades en Radio y Televisión.